# بولیدن
بولیدن (به سوئدی: Boliden) شرکت استخراج معادن سوئدی است، که فعالیت اصلی آن، بر تولید مس، روی، سرب، طلا و نقره متمرکز می‌باشد.
شرکت بولیدن در سال ۱۹۳۱ تأسیس شد. به دنبال یک سری ادغام‌ها، که در طول دهه ۱۹۸۰ و ۱۹۹۰ میلادی انجام گردید، شرکت تابعه بولیدن کونتک و نیز بخش استخراج مس و روی شرکت بولیدن، توسط شرکت فنلاندی اوتوکومپو خریداری شد.
سپس در سال ۲۰۰۳ این بار، شرکت بولیدن بود، که موفق شد تمامی دارایی‌های بخش استخراج معدن شرکت فنلاندی اوتوکومپو را، به‌دست آورد. در نهایت پس از مذاکرات انجام شده میان دو شرکت، اوتوکومپو ۴۹٪ درصد از سهام بولیدن را، که در اختیار داشت، در مقابل بخش استخراج معدن خود، واگذار نمود.
این شرکت دارای بیش از ۴،۵۰۰ کارمند است. نام بولیدن، از نام معدن طلای بولیدن سوئد، گرفته شده‌است. اکتشاف این معدن، به سال ۱۹۲۴ بازمی‌گردد و زمانی به عنوان بزرگترین و غنی‌ترین معدن طلای اروپا شناخته می‌شد، اما از سال ۱۹۶۷ تابه‌حال، این معدن تعطیل می‌باشد.